# Anacamptis eccarii
Anacamptis eccarii là một loài thực vật có hoa trong họ Lan. Loài này được H.Kretzschmar & G.Kretzschmar mô tả khoa học đầu tiên năm 2005.